# Distrito electoral federal 10 de Nuevo León
El Distrito electoral federal 10 de Nuevo León es uno de los 300 distritos electorales en los que se encuentra dividido el territorio de México para la elección de diputados federales y uno de los 12 en los que se divide el estado de Nuevo León. Su cabecera es la ciudad de Monterrey.
El distrito 10 de Nuevo León se encuentra en la zona centro del territorio estatal. Desde el proceso de distritación de 2017 lo conforma el centro y sur del municipio de Monterrey.

## Diputados por el distrito
| Legislatura | Periodo     | Diputado                        | Grupo parlamentario                  |
| ----------- | ----------- | ------------------------------- | ------------------------------------ |
| LI          | 1979 - 1982 | Adalberto Núñez Galaviz         | Partido Acción Nacional              |
| LII         | 1982 - 1985 | Luis Eugenio Todd               | Partido Revolucionario Institucional |
| LIII        | 1985 - 1988 | Dinorah Moncada Leal            | Partido Revolucionario Institucional |
| LIV         | 1988 - 1991 | Yolanda Minerva García Treviño  | Partido Revolucionario Institucional |
| LV          | 1991 - 1994 | Rogelio Villarreal Garza        | Partido Revolucionario Institucional |
| LVI         | 1994 - 1997 | Víctor Cruz Ramírez             | Partido Acción Nacional              |
| LVII        | 1997 - 2000 | Roberto Ramírez Villarreal      | Partido Acción Nacional              |
| LVIII       | 2000 - 2003 | Orlando García Flores           | Partido Acción Nacional              |
| LIX         | 2003 - 2006 | Margarita Martínez López        | Partido Revolucionario Institucional |
| LX          | 2006 - 2009 | Juan Manuel Villanueva Arjona   | Partido Acción Nacional              |
| LXI         | 2009 - 2012 | Alfredo Javier Rodríguez Dávila | Partido Acción Nacional              |
| LXII        | 2012 - 2015 | Fernando Larrazábal Bretón      | Partido Acción Nacional              |
| LXIII       | 2015 - 2018 | Juan Carlos Ruiz García         | Partido Acción Nacional              |
| LXIV        | 2018 - 2021 | Martín López Cisneros           | Partido Acción Nacional              |
| LXV         | 2021 - 2024 | Karina Barrón Perales           | Partido Revolucionario Institucional |
| LXVI        | 2024 - 2027 | Ana González González           | Partido Revolucionario Institucional |

## Resultados electorales

### 2018
|  | 34.8049 % |

|  | 15.3812 % |

|  | 00.6970 % |

|  | 04.7411 % |

|  | 12.8464 % |

|  | 02.4906 % |

|  | 20.1504 % |

|  | 05.5477 % |

|  | 00.0778 % |

|  | 03.2624 % |

|  | 100.00 % |